# Мирное (Радомышльский район)
Мирное (укр. Мирне) — село на Украине, находится в Радомышльском районе Житомирской области.
Код КОАТУУ — 1825082205. Население по переписи 2001 года составляет 28 человек. Почтовый индекс — 12221. Телефонный код — 4132. Занимает площадь 0,25 км².

## Адрес местного совета
12220, Житомирская область, Радомышльский р-н, с. Гута-Потиевка